# Hylaeus paradoxus
Hylaeus paradoxus är en biart som först beskrevs av Carlos Schrottky 1907.  Hylaeus paradoxus ingår i släktet citronbin, och familjen korttungebin. Inga underarter finns listade i Catalogue of Life.